# Pseudotriphyllus suturalis
Pseudotriphyllus suturalis är en skalbaggsart som först beskrevs av Fabricius 1801.  Pseudotriphyllus suturalis ingår i släktet Pseudotriphyllus och familjen vedsvampbaggar. IUCN kategoriserar arten globalt som nära hotad. Inga underarter finns listade i Catalogue of Life.